# Ісус бен Сирах
Ісус бен Сира́х, також відомий як Ісус син Сира́хів, Шимон бен Єшуа бен Еліезер бен Сіра (івр. ישוע בן סירא) — мудрець та автор старозавітної книги відомої під назвою «Книга Премудрості Ісуса, Сина Сираха» або скорочено «Сирах». Жив у Єрусалимі наприкінці ІІІ — початку II ст. до н. е.

## Про Бен Сираха
Про походження та рід занять Ісуса Бен Сираха відомо дуже мало. Зокрема з перекладу, зробленого його онуком, що він був вченим, що дуже добре розбирався в юдейській писемності і мав власну школу. Однак дослідниками висувається ще декілька версій його зайнятості. Зокрема вважають, що він був або лікарем, або займав якесь інше високе положення у античному суспільстві.

## Творчість
Достеменно відомо лише про одну книгу, написану Бен Сирахом. Його «Книга премудрості», відома за латинською назвою «Еклесіастік» (лат. liber ecclesiasticus — Церковна Книга) входить до другого канону Старого завіту. Однак в юдаїзмі та протестантизмі вважається лише апокрифом. Сучасні видання Біблії користуються лише грецьким перекладом цієї книги, бо список давньоєврейською мовою відомий на сьогодні, лише у фрагментах.
Також Ісусу Бен Сираху приписують авторство так званої «Абетки Бен Сири».